# 東平大押
東平大押，是廣州越秀一棟清代建築，是以前廣州的第二大當舖，在中山四路1號，後來閒置，2010年改为典當博物館。2021年4月被訂為第九批廣州市文物保護單位之一。

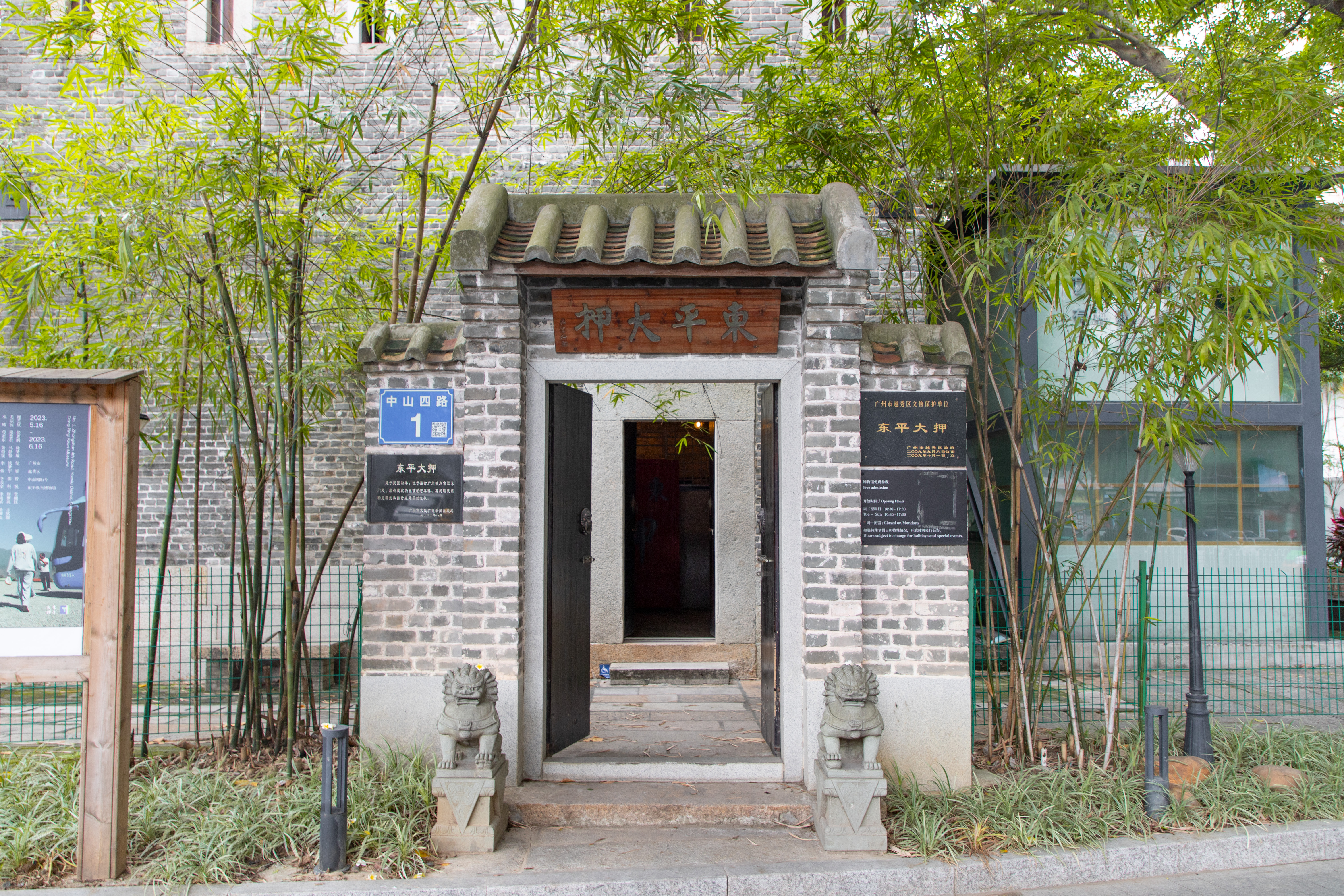
东平大押旧址入口
东平大押旧址内部